# 福島県道312号折戸笹谷線
福島県道312号折戸笹谷線（ふくしまけんどう312ごう おりとささやせん）は、福島県福島市を通る一般県道である。

## 概要

### 路線データ
- 起点 : 福島市大笹生字南折戸
- 終点 : 福島市南沢又字下番匠田
- 総延長：4.804km
  - 実延長：4.779km[1]
- 路線認定年月日：1959年8月31日[2]

福島市大笹生の福島西部広域農道付近を起点とし、南沢又の福島県道3号福島飯坂線に合流し終点となる路線である。起点から市道笹谷中野線交点にかけては、果樹園や水田が広がる農業地域を西進する。市道笹谷中野線と東北自動車道ガード北側で合流すると、終点にかけて笹谷・北沢又地区の住宅密集地を南進する。この区間は市道笹谷中野線含め旧万世大路に該当し、現在は信陵通りと呼ばれている。全線片側1車線で整備されているが、笹谷・北沢又地区市街地区間は比較的幅員が狭い。

### 道路施設
細柳橋
細柳歩道橋
- 全長：22.4m
- 幅員：3.8m
- 竣工：1994年

大笹生字桜内、字糸柳から字台、字三本木に至り、一級水系阿武隈川水系八反田川を渡る。下り線側に人道橋が架設されている。

## 地理

### 通過する自治体
- 福島県
  - 福島市

### 接続路線
- 福島西部広域農道（大笹生字南折戸 起点の至近に位置する）
- 福島県道5号上名倉飯坂伊達線（フルーツライン）（大笹生字戸ノ内）
- 福島市道笹谷中野線（旧萬世大路）（笹谷字出水頭）
- 福島県道3号福島飯坂線（飯坂街道・旧萬世大路）（南沢又字下番匠田 終点）

### 沿線
- 上宮白和瀬神社
- 東禅寺
- 福島市立大笹生小学校
- 東北中央自動車道
- JAふくしま未来信陵支所
- 福島市立笹谷小学校
- ハシドラッグ笹谷店
- 福島市役所信陵支所
- ヨークベニマル新笹谷店
- 福島第一病院